# Richard Shulmistra
Richard Shulmistra (né le 1er avril 1971 à Sudbury dans la province de l'Ontario au Canada) est un joueur professionnel retraité de hockey sur glace ayant évolué à la position de gardien de but.

## Carrière
Réclamé par les Nordiques de Québec en tant que choix supplémentaire lors du repêchage de 1992 de la Ligue nationale de hockey alors qu'il évolue pour l'université de Miami-Ohio. Shulmistra poursuit avec ces derniers pour deux autres saisons avant de rejoindre en 1994 le club affilié aux Nordiques dans la Ligue américaine de hockey, les Aces de Cornwall.
Après avoir signé en tant qu'agent libre avec les Devils du New Jersey à l'été 1997, il prend part à son tout premier match dans la LNH au cours de la saison suivante. En 1999, il s'entend avec les Panthers de la Floride et dispute sa deuxième et dernière rencontre dans la grande ligue avant de poursuivre dans les ligue mineurs jusqu'en 2001, année où il quitte pour les Eisbären Berlin, club de la DEL, en Allemagne. Shulmistra dispute trois saisons en DEL avant d'annoncer son retrait de la compétition en 2004. 

### Statistiques de gardien en carrière
| 1990-1991  | Redskins de Miami-Ohio   | CCHA       | 20 | 2  | 12 | 2  | 0 | 5,21 | --   |    |    |    |   |      |      |
| 1991-1992  | Redskins de Miami-Ohio   | CCHA       | 19 | 3  | 5  | 2  | 0 | 4,72 | --   |    |    |    |   |      |      |
| 1992-1993  | Redskins de Miami-Ohio   | CCHA       | 33 | 22 | 6  | 4  | 1 | 2,71 | --   |    |    |    |   |      |      |
| 1993-1994  | Redskins de Miami-Ohio   | CCHA       | 27 | 13 | 12 | 1  | 0 | 2,92 | --   |    |    |    |   |      |      |
| 1994-1995  | Aces de Cornwall         | LAH        | 20 | 4  | 9  | 2  | 0 | 3,71 | --   | 8  | 4  | 3  | 0 | 2,95 | --   |
| 1995-1996  | Aces de Cornwall         | LAH        | 36 | 9  | 18 | 2  | 0 | 3,25 | 88,2 | 1  | 0  | 0  | 0 | 6,76 | --   |
| 1996-1997  | River Rats d'Albany      | LAH        | 23 | 5  | 9  | 2  | 2 | 2,43 | 91,6 | 2  | 1  | 0  | 0 | 1,56 | --   |
| 1997-1998  | Komets de Fort Wayne     | LIH        | 11 | 3  | 8  | 0  | 1 | 3,11 | 89,7 |    |    |    |   |      |      |
| 1997-1998  | River Rats d'Albany      | LAH        | 35 | 20 | 8  | 4  | 2 | 2,31 | 91,8 | 13 | 8  | 3  | 1 | 2,76 | --   |
| 1997-1998  | Devils du New Jersey     | LNH        | 1  | 0  | 1  | 0  | 0 | 1,94 | 93,3 |    |    |    |   |      |      |
| 1998-1999  | Moose du Manitoba        | LIH        | 44 | 25 | 11 | 7  | 2 | 2,84 | 90,8 |    |    |    |   |      |      |
| 1998-1999  | River Rats d'Albany      | LAH        | 12 | 6  | 4  | 0  | 0 | 3,42 | --   | 2  | 0  | 2  | 0 | 2,82 | 85,7 |
| 1999-2000  | Panthers de la Floride   | LNH        | 1  | 1  | 0  | 0  | 0 | 1,00 | 95,2 |    |    |    |   |      |      |
| 1999-2000  | Panthers de Louisville   | LAH        | 27 | 12 | 11 | 2  | 2 | 3,32 | 90,3 |    |    |    |   |      |      |
| 1999-2000  | Solar Bears d'Orlando    | LIH        | 9  | 5  | 1  | 3  | 1 | 1,85 | 91,8 | 1  | 0  | 1  | 0 | 5,90 | 72,7 |
| 2000-2001  | Panthers de Louisville   | LAH        | 1  | 0  | 1  | 0  | 0 | 4,00 | 88,6 |    |    |    |   |      |      |
| 2000-2001  | Blades de Kansas City    | LIH        | 4  | 1  | 3  | 0  | 0 | 3,26 | 89,1 |    |    |    |   |      |      |
| 2000-2001  | Wolves de Chicago        | LIH        | 29 | 20 | 8  | 0  | 4 | 1,89 | 93,7 | 10 | 7  | 3  | 2 | 2,03 | 92,4 |
| 2000-2001  | Everblades de la Floride | ECHL       | 2  | 2  | 0  | 0  | 0 | 3,23 | 90,1 |    |    |    |   |      |      |
| 2001-2002  | Eisbären Berlin          | DEL        | 52 | -- | -- | -- | 6 | 2,38 | --   | 4  | -- | -- | 0 | 2,24 | --   |
| 2002-2003  | Eisbären Berlin          | DEL        | 19 | 0  | 0  | 0  | 3 | 1,86 | --   | 9  | -- | -- | 1 | 2,25 | --   |
| 2003-2004  | Adler Mannheim           | DEL        | 28 | -- | -- | -- | 2 | 2,20 | --   | 1  | -- | -- | 0 | 4,14 | --   |
| Totaux LNH | Totaux LNH               | Totaux LNH | 2  | 1  | 1  | 0  | 0 | 1,48 | 94,1 |    |    |    |   |      |      |

## Honneur et Trophée
- Central Collegiate Hockey Association
  - Nommé dans la deuxième équipe d'étoiles en 1993.
- Ligue américaine de hockey
  - Nommé dans la deuxième équipe d'étoiles en 1998.

## Transaction en carrière
- Repêchage 1992 : réclamé par les Nordiques de Québec (4e choix supplémentaire au total).
- 21 juin 1995 : droit transféré à l'Avalanche du Colorado lors du déménagement des Nordiques.
- 31 décembre 1997 : signe à titre d'agent libre avec les Devils du New Jersey.
- 27 juillet 1999 : signe à titre d'agent libre avec les Panthers de la Floride